# Радка Тонеф
Елен Радка Тонеф (25 юни 1952 - 21 октомври 1982) на норвежки: Ellen Radka Toneff) е норвежка джаз певица.
И до днес е нареждана сред от най-изтъкнатите джаз изпълнители в Норвегия.
Родена е в Осло, дъщеря е на българския певец Тони Тонев.
Следва в Oslo Musikkonservatorium от 1971 до 1975 г. Биогрaфията ѝ е публикувана през 2008 г.

## Дискография
- 1977 – Winter Poem – с Radka Toneff Quintet
- 1979 – It Don't Come Easy – с Radka Toneff Quintet
- 1982 – Fairytales – със Стив Доброгош
- 1992 – Live in Hamburg – със Стив Доброгош, Арилд Андерсен и Алекс Рил (записан през 1981)
- 2008 – Butterfly